# اتانین
اتانین ابزاری هستند که توسط شاعران و موسیقی‌دانان برای استخراج وزن شعر یا موسیقی همراه آن به کار می‌رفته‌اند. به عمل استخراج وزن با استفاده از اتانین تقطیع گفته می‌شود.

## تاریخچه
به عقیدهٔ حسینعلی ملاح تقطیع توسط نکیسا موسیقی‌دان زمان خسرو پرویز ساسانی متداول گشت.
در آثار پس از اسلام، اگر چه برای توصیف وزن شعر از افاعیلِ عروض استفاده می‌شد، اما برای اشاره به وزن موسیقی از اتانین استفاده می‌شد. برای نمونه فرصت‌الدوله شیرازی در رسالهٔ بهجت الروح چند تصنیف مختلف را شرح داده‌است و وزن آن‌ها را با کمک اتانین نگارش کرده‌است. در آثار فارابی فقط از اتانین برای توصیف ضرب موسیقی استفاده شده و از افاعیل تنها برای عروض (وزن شعر) استفاده شده‌است. اما در رساله شرفیه برای اولین بار اتانین و افاعیل همزمان برای توصیف ضرب موسیقی به کار رفته‌اند.

## اجزا
در روش تقطعی، وزن یک شعر با کمک اجزایی که به آن «ادات ایقاعی» یا «عوامل تقطعی» گفته می‌شود نمایش داده می‌شود (در زبان عربی واژه‌ٔ ایقاع مترادف با ضرب‌آهنگ یا ریتم است). در این روش هجاهای کوتاه با عبارت «تَ‍ـ»، و هجاهای بلند با عبارت «تَن» نمایش می‌یابند و از ترکیب این‌ها برای نمایش ساختارهای وزنی (مانند «تَتَن» یا «تَنَنَن») استفاده می‌شود.